# کلاویره
کلاویره (به ایتالیایی: Claviere) یک کومونه در ایتالیا است که در استان تورین واقع شده‌است.

## خصوصیات
کلاویره ۲٫۷ کیلومترمربع مساحت و ۱۷۶ نفر جمعیت دارد و ۱٬۷۶۰ متر بالاتر از سطح دریا واقع شده‌است.